# Cyan Worlds
 (mars 2020).
Si vous disposez d'ouvrages ou d'articles de référence ou si vous connaissez des sites web de qualité traitant du thème abordé ici, merci de compléter l'article en donnant les références utiles à sa vérifiabilité et en les liant à la section « Notes et références ».
Cyan, située à Spokane (Washington), est un studio de création de jeu vidéo notamment connu pour avoir développé Myst et Riven, deux jeux ayant rencontré un très grand succès critique et commercial dans les années 1990.

## Histoire
Le studio a été fondé en 1987 sous le nom Cyan, Inc. par les frères Rand et Robyn Miller. C'est après la sortie de Riven que le studio a pris le nom « Cyan Worlds ». Cette société emploie plus de 40 designers, programmeurs et artistes[Quand ?].
En mars 2025, le studio annonce licencier la moitié de ses effectifs, soit 12 personnes, pour raisons économiques,.

## Réalisations importantes
- Myst (1993 sur Mac / 1994 sur Windows)
- Riven (1997)
- Myst III: Exile (2001)
- Uru: Ages Beyond Myst (2003)
- Uru: To D'ni, extension (2004)
- Uru: The Path of the Shell, extension (2004)
- Myst IV: Revelation (2004)
- Myst V: End of Ages (2005)
- Myst Online: Uru Live (2007)
- Obduction (2016)
- Firmament (2022)

## Réalisations de jeux vidéo grand public
- The Manhole (1988)
- Cosmic Osmo and the Worlds Beyond the Mackerel (1989)
- Spelunx (en) (1992)
- Cosmic Osmo's Hex Isle (en) (2007)

## Personnes liées à Cyan
- Rand Miller, directeur et cofondateur
- Robyn Miller, cofondateur, designer
- Richard Vander Wende, directeur designer
- Richard A. Watson, programmeur, historien Dn'i
- Ryan Miller, designer
- Tim Larkin, directeur son, musicien